# Trận Sa Uyển
Trận Sa Uyển (chữ Hán: 沙苑之战, Sa Uyển chi chiến) là trận đánh diễn ra vào tháng 10 năm 537, giữa hai nước Đông Ngụy và Tây Ngụy thời Nam Bắc triều trong lịch sử Trung Quốc, kết quả quân Đông Ngụy cậy đông khinh địch, dẫn đến thất bại nặng nề.

## Nguyên nhân và bối cảnh
Tháng 7 năm Vĩnh Hi thứ 3 (534), Bắc Ngụy Hiếu Vũ đế không chống nổi quyền thần Cao Hoan, chạy đến Trường An , nương nhờ Quan Tây Đại hành đài Vũ Văn Thái. Tháng 10, Cao Hoan lập Nguyên Thiện Kiến làm Đế, là Hiếu Tĩnh đế, đổi niên hiệu là Thiên Bình, sử gọi là Đông Ngụy. Tháng 12 nhuận, Vũ Văn Thái hạ độc giết chết Hiếu Vũ đế, lập Nam Dương vương Nguyên Bảo Cự làm đế. Tháng giêng năm sau (535), đổi niên hiệu là Đại Thống, sử gọi là Tây Ngụy. Từ đây, hai nước tìm cách thôn tính lẫn nhau, chinh chiến mấy năm liên tiếp.
Nhằm rửa nỗi nhục thua trận Tiểu Quan vào tháng 1 năm 537, báo thù cho đại tướng Đậu Thái, Cao Hoan nhân lúc Vũ Văn Thái đánh chiếm Hằng Nông , đích thân soái đại quân tấn công Tây Ngụy.

## Diễn biến và Kết cục
Tháng 9 nhuận cùng năm (537), Cao Hoan tự thống lĩnh 20 vạn đại quân Đông Ngụy từ Hồ Khẩu , ghé Bồ Tân  vượt Hoàng Hà, qua Lạc Thủy, tiến đóng mé tây Hứa Nguyên , nhằm thẳng vào Trường An.
Vũ Văn Thái tự chỉ huy gần vạn  người từ Hằng Nông lui về bờ nam Vị Thủy, gọi quân đội các châu đến giúp. Vì muốn ngăn quân Đông Ngụy áp sát Trường An, nhân lúc kẻ địch ở xa mới đến, quân Tây Ngụy không đợi quân đội các châu, mà lập tức bắc cầu nổi qua Vị Thủy, chỉ mang theo 3 ngày lương thảo, đưa khinh kỵ vượt sông.
Ngày mồng một tháng 10, quân Tây Ngụy tiến đến Sa Uyển, cách quân Đông Ngụy 60 dặm. Vũ Văn Thái một mặt phái bộ tướng Đạt Hề Vũ lĩnh vài kỵ binh đi trinh sát, một mặt cùng chư tướng thương nghị, quyết định tại nhánh sông Vị cách Sa Uyển 10 dặm về phía đông, cỏ lau um tùm, đất bùn lầy lội mà đặt mai phục. Lấy bộ tướng Triệu Quý, Lý Bật chia ra 2 bên trái – phải, bày trận bối thủy để đợi.
Giữa trưa hôm sau, quân Đông Ngụy quả nhiên tiến vào trận địa phục kích, thấy quân Tây Ngụy ít, lại chưa bày trận nên tranh nhau tấn công. Vũ Văn Thái thừa dịp quân Đông Ngụy khinh địch mà hàng ngũ rối loạn, lập tức hạ lệnh xuất kích. Hai cánh phục binh của Triệu Quý, Lý Bật nổi dậy, bọn Vu Cẩn chỉ huy 6 cánh quân hăng hái chém giết, thiết kỵ của Lý Bật đón đánh quân Đông Ngụy, cắt đôi đại quân của Cao Hoan. Quân Tây Ngụy đại thắng, giết hơn 6000 người, bắt 7 vạn người , thu được 18 vạn cỗ giáp . Cao Hoan cưỡi lạc đà chạy suốt đêm trốn thoát đến bờ tây Hoàng Hà.
Quân Tây Ngụy được lệnh trồng cây trên chiến trường, để kỷ niệm chiến công này. Vũ Văn Thái được thăng làm Trụ quốc đại tướng quân, tăng ấp 5000 hộ, 12 tướng lĩnh tham chiến cũng được tiến tước tăng ấp .

## Đánh giá
Trận Sa Uyển là một trong những trận phục kích lấy ít thắng nhiều tiêu biểu của lịch sử Trung Quốc. Trải qua trận này, cục diện cát cứ Đông – Tây Ngụy được xác lập, địa vị của chính quyền Tây Ngụy được củng cố, Đông Ngụy không còn khả năng tranh giành Quan Trung, đành chuyển hướng sang chiến trường Hà Đông (Sơn Tây ngày nay) và Hà Nam.